# Коэн, Харриет
Ха́рриет Перл Али́са Ко́эн (англ. Harriet Pearl Alice Cohen; 2 декабря 1895, Лондон, Великобритания — 13 ноября 1967, там же) — британская пианистка и педагог.

## Биография
Училась в Королевской академии музыки у Тобайаса Маттея. В 1913 году получила приз Уильяма Стерндейла Беннетта. Впервые выступила перед аудиторией в Куинс-холле. В 1924—1960 годы активно концертировала. Весной 1935 года была с гастролями в СССР, где исполняла произведения как современных английских композиторов: Ральфа Воан-Уильямса, Арнольда Бакса (оба посвятили ей ряд своих сочинений), Артура Блисса, Джона Айрленда, так и советских авторов: Шостаковича, Кабалевского, Половинкина. Она первой в Европе стала пропагандировать творчество Шостаковича, исполняя на концертах его 24 прелюдии и фуги. Коэн принадлежат так же несколько собственных транскрипций для фортепиано сочинений Баха (она так же написала музыковедческую работу об интерпретации его произведений). С 1922 года занималась педагогической деятельностью в Школе Маттея в Лондоне. В 1951 году при деятельном участии её интимного друга Арнольда Бакса была учреждена престижная Международная музыкальная премия Харриет Коэн.
Первым мужем был певец Джон Коатес. Длительные близкие отношения связывали Коэн с Ральфом Воан-Уильямсом и Арнольдом Баксом.
В 1992 году британский режиссёр Кен Расселл снял телесериал «Тайная жизнь Арнольда Бакса», в котором роль пианистки исполнила Гленда Джексон.